# Klasse (Biologie)
Rangstufen innerhalb des Systems der Lebewesen (ohne Zwischenstufen)
Die Klasse (englisch class, lateinisch classis) ist eine spezielle Rangstufe der hierarchischen Taxonomie nach Linné. In ihr befindet sich die Klasse einen Rang oberhalb der Ordnung (order, respektive ordo) und unterhalb des Phylums (Stammes bzw. Abteilung). Mehrere Klassen werden in manchen Fällen zu einer Überklasse zusammengefasst. Eine Klasse kann außerdem in Unterklassen aufgeteilt werden. Dies gilt ebenso in der Virologie, die vorgeschriebenen Namensendungen sind hier -viricetes für Klassen und -viricetidae für Unterklassen. Darüber hinaus wird manchmal in der Zoologie zusätzlich der Begriff Infraklasse (lat. infra „darunter“) oder Teilklasse verwendet, wenn ein Taxon zwischen Unterklasse und Überordnung nötig ist; zwischen die Überklasse und die Klasse wird bei Bedarf noch die Reihe gestellt.
Weitere Rangangaben im Klassenrang sind vorgeschlagen worden, sind aber nicht allgemein üblich, ihre Verwendung blieb auf Einzelfälle beschränkt. James Farris vom American Museum of Natural History hat etwa ein System vorgeschlagen, mit dem durch standardisierte Präfixe wie Mega-, Sub-, Infra- und deren Kombination beliebige Rangbezeichnungen für Zwischenränge erzeugt werden könnten. Auch die durch Malcolm McKenna vorgeschlagenen Zwischenränge Legion und Kohorte (cohort) (zwischen Unterklasse und Ordnung) wurden nur vereinzelt angewendet.
Mittlerweile ist in der biologischen Systematik neben die klassische, rangbasierte Systematik die phylogenetische Systematik, oder Kladistik, getreten. Kladistische Methoden sind heute der Standard der entsprechenden Disziplinen. Für die Systematik werden daraus von unterschiedlichen Wissenschaftlern unterschiedliche Konsequenzen gezogen. Nach der radikaleren Auffassung ist die Einteilung nach dem Linné’schen System veraltet und sollte nicht mehr verwendet werden. Dies liegt einerseits daran, dass Linné Organismen nach ihrer Ähnlichkeit und nicht nach ihrer Verwandtschaft klassifiziert hat, so dass sich nicht-monophyletische Einheiten ergeben können; diese gelten heute aber generell als nicht mehr gerechtfertigt. Nach der klassischen Systematik als Klassen bezeichnete Taxa besitzen, auch wenn sie monophyletisch sind, aber auch nicht zwingend untereinander gleichen Rang. So können sie ein unterschiedliches evolutionäres Alter besitzen und unterschiedlich viele Untertaxa wie zum Beispiel Arten umfassen. Nach der gemäßigten Auffassung können die klassischen Ränge trotzdem weiterverwendet werden, wenn diese Einschränkungen beachtet werden. Die Verwendung der Rangstufe Klasse sagt, wie die anderen Ränge, also nichts darüber aus, welche taxonomische Methode der verwendende Wissenschaftler angewandt hat.
Die vier traditionell unterschiedenen Klassen der Reihe der Landwirbeltiere sind die Amphibien, Reptilien, Säugetiere und Vögel. Dem Stamm der Arthropoden wird die Klasse der Insekten zugeordnet.